# Rolpa (distrito)
Rolpa é um distrito da zona de Rapti, no Nepal.